# The Boys (fumetto)
The Boys è una serie a fumetti scritta da Garth Ennis e disegnata da Darick Robertson, pubblicata negli Stati Uniti da metà del 2006 da DC Comics, con etichetta WildStorm, e poi da Dynamite Entertainment dal 2007.
La serie vede come protagonisti i Boys (letteralmente i Ragazzi), un gruppo di antieroi al soldo della CIA che hanno il compito di contrastare la più grande minaccia del pianeta, i supereroi.
Ne è stata tratta una serie TV omonima nel 2019.

## Storia editoriale
Inizialmente pubblicata da WildStorm, è poi passata alla Dynamite Entertainment dopo soli sei numeri, nel gennaio 2007. Il motivo del passaggio è da ricercare nell'estrema violenza, nel linguaggio osceno e nella presenza di scene di sesso che permeano tutte le pagine del fumetto. Ennis ha sostenuto che alla DC Comics non potevano accettare che i supereroi fossero messi alla gogna in modo così esplicito e che fossero rappresentati così negativamente. Tuttavia il colosso dell'editoria di fumetti ha accettato di buon grado il passaggio alla Dynamite Entertainment della testata. Ha addirittura accordato al co-creatore e disegnatore Darick Robertson, che aveva un contratto in esclusiva con la DC, un permesso speciale per continuare a disegnare The Boys.
Esistono tre spin-off della serie, sempre scritti da Ennis e disegnati da John McCrea (Eroegasmo e Il ragazzo delle Highlands) e Robertson (Macellaio, fornaio, candelaio). In Italia la serie è stata pubblicata dalla Panini Comics nella collana 100% Cult Comics. I volumi hanno ottenuto un tale successo che i primi numeri sono esauriti, tanto da dover provvedere a una ristampa. Dal mese di novembre 2012 la Panini Comics ha lanciato in edicola anche la versione a cadenza mensile. In ogni numero si trovano due episodi della serie.
Il primo numero è uscito con una copertina regular e due variant. Da maggio 2018 a settembre 2020 la serie è stata ristampata in edizione deluxe, composta da sei volumi cartonati che raccolgono ciascuno circa 15 numeri del formato originario.

## Trama
Nella serie sono narrate le avventure di un quintetto di agenti della CIA denominati "The Boys". I loro compiti sono essenzialmente quelli di sorvegliare, tenere sotto controllo e, quale estrema situazione, eliminare i supereroi quando le loro azioni superano il limite. La squadra è composta dall'inglese Billy Butcher, che ne è anche una sorta di capo; Latte Materno, un gigantesco afroamericano che si occupa dell'intelligence del gruppo; il Francese, un pazzoide dalle maniere gentili e dal carattere imprevedibile; La Femmina della Specie, una taciturna e letale agente che in passato ha lavorato come sicario per la mafia; e dall'ultimo arrivato, lo scozzese Piccolo Hughie, aggiunto alla squadra dopo la misteriosa defezione di uno dei membri fondatori, Mallory. A completare la squadra c'è Terrore, il bulldog terrier di Butcher, alter ego canino dell'agente britannico. I Boys sono spesso aiutati da La Leggenda, ex editore di una casa editrice di fumetti apologetici dei supereroi dai modi bruschi e dagli atteggiamenti scorretti. Nel corso della serie altri personaggi hanno aiutato i cinque, come ad esempio La Salsiccia dell'Amore, un ex supereroe sovietico che li aiuterà a risolvere un intricato caso ambientato in Russia. Il gruppo prende ordini direttamente dal direttore della CIA Susan L. Reyner, una donna sulla quarantina che ha anche una bizzarra e movimentata relazione con Butcher. L'interfaccia della CIA con i Boys è l'agente Kessler (detto "La scimmia") che spesso viene brutalizzato e motteggiato da Butcher, specialmente per via della sua perversione, ovvero il masturbarsi guardando atlete mutilate impegnate in attività sportive quali le Paralimpiadi.
La storia si svolge in un universo parallelo dove i supereroi sono quelli che conosciamo. Proteggono i deboli e gli indifesi e salvano il mondo dai malvagi e altre calamità. In realtà, nella vita privata molti supereroi sono pervertiti sessualmente, drogati, corrotti, spesso criminali e assassini e a volte durante le loro "azioni eroiche" provocano vittime innocenti senza preoccuparsene molto, a peggiorare il tutto la consapevolezza del loro potere e il senso di impunità che li circonda. Tutti i superumani, così come gli agenti della CIA incaricati di sorvegliarli, devono i loro poteri al "Composto V", una sorta di siero inventato da uno scienziato nazista negli anni quaranta in grado di fornire straordinari poteri a chiunque se lo inietti. I supereroi (divisi in squadre come i "Sette", "Rappresaglia", "Teenage Kix", "G-Men", "G-Force", "G-Wiz", "Young Americans" e così via) sono alle dirette dipendenze della multinazionale Vought America (V-A), titolare della formula del "Composto V", che ne sfrutta l'immagine non solo a fini commerciali ma anche politici e soprattutto affaristici. La Vought America lavora al soldo del governo e vorrebbe far diventare i Super parte dell'esercito. Per due scopi: uno per ottenere delle forti commesse dal budget della difesa e un altro, più nascosto, per entrare definitivamente e controllare il governo americano. Infatti un altro fondamentale compito dei Boys è quello di evitare che l'attività lobbistica e l'uso propagandistico dei Super da parte della Vought America possa portare quest'ultima ad accaparrarsi il potere.

### Le regole del gioco(nn. 1-6)
Dopo l'abbandono di Mallory, membro fondatore della squadra dei Boys e una pausa forzata, Billy Butcher è pronto a riformare il team. Ha saputo di un'informativa proveniente dall'ufficio del presidente degli Stati Uniti, dove è scritto della necessità di sorvegliare le attività dei superumani. Richiama il Francese e la Femmina della Specie e un inizialmente riluttante Latte Materno. Quando si trova a dover implementare il quinto membro, la scelta ricade su Piccolo Hughie, un trentenne scozzese che ha visto la sua fidanzata morire accidentalmente per mano del supereroe A-Train. Quest'ultimo fa parte de I Sette, il team più famoso e potente della Terra. In parte per il desiderio di vendetta e in parte per ridare un senso alla propria vita dopo il terribile lutto, Hughie accetta di trasferirsi a New York, base operativa del quintetto. Come prima missione, devono sorvegliare i Teenage Kix, un gruppo di chiassosi eroi in costume dalla vita sessuale sregolata e dalle abitudini perverse, in contrapposizione ai religiosi e sobri Young Americans. Butcher, che ha fatto piazzare microcamere e microfoni nella sede dei Teenage Kix, dopo aver raccolto alcune foto compromettenti decide di ricattarli: dovranno in futuro mantenere un profilo più basso e consegnare ai media uno dei loro membri quale capro espiatorio, altrimenti invierà a televisioni e giornali le foto che compromettono tutta la squadra. I Teenage Kix, in parte costretti dai responsabili della Vought America, consegneranno uno dei loro al pubblico ludibrio. Shout Out, il prescelto, ammetterà infatti di essere gay in una conferenza stampa, ponendo così fine alla sua carriera. Butcher intanto spiega a Piccolo Hughie le origini dei superpoteri. Provengono tutti dall'iniezione del "Composto V", creato da uno scienziato tedesco durante il regime nazista. Lo stesso Butcher inietterà a tradimento il "Composto V" nel collo di Piccolo Hughie, che era indeciso se accettare di entrare nella squadra e di sottoporsi al trattamento con il siero. Nel frattempo, Starlight, una giovane eroina proveniente dal gruppo teenager degli Young Americans, viene invitata a far parte dei Sette, dove prenderà il posto di Lanterna. Intanto i Teenage Kix decidono di vendicarsi dei Boys e chiedono una resa dei conti a Billy Butcher. Nella rissa che segue, i cinque riescono facilmente ad avere la meglio sui supereroi ma Hughie, ancora poco esperto e non consapevole dei suoi nuovi poteri, ucciderà senza volerlo Blarney Cock. Un depresso Hughie, ancora indeciso se unirsi ai Boys, seduto su una panchina a Central Park incontrerà la bionda e bellissima Annie January. Tra i due nasce subito l'amicizia ma l'uno non sa che Annie è Starlight dei Sette e l'altra non sa che Hughie è in realtà legato ai terribili nemici del suo team.

### Fottuto(nn. 7-10)
Tek Knight, membro dei Rappresaglia, cade preda di impulsi sessuali ingovernabili. Stupra oggetti, animali e addirittura un robot compagno di team. Per questo si rivolge a uno psichiatra. Intanto Hughie viene presentato da Butcher a La Leggenda, la "mente" che per decenni ha prodotto i fumetti per la Vought America per dare credibilità ai supereroi. Ora è un alleato preziosissimo dei Boys. La Leggenda inoltre chiede a Butcher di risolvere il caso della morte di un giovane gay. Sulle prime il colpevole sembra essere Tek Knight, sempre più vittima delle sue turbe. Dopo che Hughie e Butcher gli avranno fatto visita nel suo castello ipertecnologico, gli indizi sembrano portare sulle tracce di Swingwing, ex partner dello stesso Tek Knight quand'era minorenne. Sarà il nuovo arrivato dei Boys a risolvere il caso, una torbida faccenda di omofobia e ipocrisia da parte dei supereroi.

### Il glorioso piano quinquennale(nn. 11-14)
I Boys sono in trasferta in Russia. Qui incontrano Vas, un ex supereroe sovietico una volta noto con il nome di Salsiccia dell'Amore. Vas è l'uomo incaricato di fornire al team supporto per risolvere un caso raccapricciante: i supereroi russi muoiono misteriosamente, le loro teste esplodono. Dietro a queste morti misteriose c'è Nina, una terribile capo mafia locale che lavora assieme alla Vought America per creare una squadra di supereroi dell'est Europa. Il caso sarà risolto da Salsiccia dell'Amore, che recupera il costume dopo anni d'inattività e Piccolo Hughie. Intanto si scoprono altre attività della corporation Vought America, intenzionata a utilizzare i supereroi per condizionare le attività dei governi: in questo caso, la creazione di una squadra di Super dell'Europa Orientale serviva alla corporation per realizzare un colpo di Stato in Russia.

### Cose che fanno bene allo spirito(nn. 15-18)
Hughie viene ricevuto da La Leggenda. Lo scozzese scoprirà molte cose interessanti sulla sua squadra e sulle persone che sono incaricati di sorvegliare. Hughie dovrà affrontare anche Blarney Cock, il membro dei Teenage Kix che aveva ucciso durante la sua prima missione, ritornato in vita grazie al Composto V ma ridotto in una sorta di zombie deficiente. Nel frattempo Starlight è disgustata dalle abitudini dei Sette, team di cui fa parte e inizia il suo dilemma se rimanere nella squadra più prestigiosa o tornare nel Mid West, sua terra natale e riunirsi agli Young Americans. Ripensa anche a Tamburino, il capo del gruppo di eroi e suo fidanzato. La ragazza, nei panni di Anne January, s'incontra nel parco con Piccolo Hughie e, entrambi in preda a dubbi e rimorsi, finiscono a letto assieme. Il rapporto non potrà essere consumato per via di un imbarazzante "incidente".

### La verità(nn. 19-22)
La Leggenda rivela a Hughie alcuni dei segreti della Vought America. Lo scozzese è particolarmente impressionato dallo scoprire quello che lega la corporation agli attentati dell'11 settembre, quando il ponte di Brooklyn fu distrutto. Dopo quell'evento, fatto passare per attentato terroristico (invece sono implicati i vertici della V-A e i Sette), la CIA decise di far nascere una squadra in grado di contrastare i supereroi quando avessero superato il segno, appunto "The Boys". Nel frattempo i restanti Boys s'incontrano con i Sette sotto al ponte di Verrazzano; si scopre che tra il leader di questi ultimi, Il Patriota, e Billy Butcher c'è una ruggine abbastanza vecchia e pesante. Starlight e A-Train, mentre sono impegnati a pulire la cella della Torcia (anche lui come Blarney Cock ridotto a uno zombie decerebrato) hanno una discussione. A-Train tenta di violentare la ragazza ma quest'ultima si difende con i suoi superpoteri, bruciando un occhio al compagno di squadra. Solo il ritorno dei restanti Sette, con un Patriota visibilmente scosso, eviterà il peggiorare della situazione tra i due.

### Ora dobbiamo andare(nn. 23-26)
I Boys decidono di occuparsi dei G-Men, il più commerciale e redditizio gruppo di supereroi della Vought America. Uno dei membri originali, Silver Kinkaid, utilizza i propri poteri per suicidarsi. Hughie, a cui vengono affidati il nome "Cornamusa" e una ridicola tuta rossa e verde, viene infiltrato nel gruppo "teen" dei G-Men, i G-Wiz, per poter raccogliere informazioni. Qui scopre che in realtà i G-Wiz sono solo dei ragazzi che amano divertirsi e chiede a Butcher di andarci piano con loro. I G-Wiz e Hughie vengono invitati nella sede dei G-Men per incontrare il capo, il carismatico John Godolkin. L'agente scozzese piazza alcune microspie nella villa e conosce Nubia, un membro originario dei G-Men.

### Conflitto finale(nn. 27-30)
Durante il funerale di Silver Kinkaid nella villa di Godolkin, i G-Wiz ricevono l'ordine di uccidere Cornamusa: la Vought America ha scoperto l'identità dell'infiltrato Piccolo Hughie. Quest'ultimo è salvato dall'intervento in extremis della Femmina e del Francese, giunti sul posto con Latte Materno e Butcher. La squadra di superuomini G-Wiz è sterminata, ma viene lasciato un superstite, Jerome, il quale rivela i segreti che stanno dietro a Godolkin e al suo modo di scegliere i suoi ragazzi. Jerome viene poi ucciso da Europo, tramite i suoi poteri di teletrasporto. I Boys decidono di muoversi contro la villa di Godolkin, che ospita i "G" al gran completo che si stanno dirigendo fuori dalla villa, ma in quell'istante accorre l'esercito privato della Vought America che uccide tutti i supereroi dal primo all'ultimo, incluso il loro mentore. Anche alla multinazionale si sono resi conto che i "G" hanno superato il segno.
Butcher ha uno dei soliti rendez-vous con Rayner, quest'ultima è minacciata da Butcher, egli ha infatti scoperto che il direttore della CIA ha volutamente messo in pericolo Piccolo Hughie e gli altri non rivelandogli che c'era una sua spia tra i G-Men.

### Eroegasmo(spin-off,  6 numeri)
Durante una conferenza stampa, il Patriota annuncia che tutti i gruppi di superumani buoni e cattivi saranno impegnati in una lotta nello spazio per respingere un'invasione aliena da parte dei fantomatici Marit'Hra. In realtà, la minaccia non esiste: oltre ad addossare agli inesistenti esseri galattici la colpa della distruzione dei G-Men, accaduta per mano della Vought America, questa situazione viene usata come scusa da parte dei supereroi per poter sparire agli occhi del mondo e dedicarsi per una settimana all'Eroegasmo, una vacanza annuale a base di sesso, droga, prostitute e altri innominabili eccessi in una località paradisiaca. Nello stesso luogo vengono raggiunti da Victor "Vic il Vice" Neuman e dai suoi collaboratori, tra i quali il capo del suo staff Gary Godfrey. Quest'ultimo si ritrova con il misterioso responsabile della Vought America, il quale gli rivela che il semi-idiota Vic molto presto prenderà il posto del presidente Dakota Bob. La Vought sta infatti tramando nell'ombra per eliminare fisicamente il presidente, legato alle corporation rivali Halliburton e Blackwater, per mettere finalmente un proprio uomo nello studio ovale. Nel frattempo i supereroi, inebriati dall'alcool e dagli stupefacenti, si rendono pericolosi. Patriota, dopo un incontro sessuale con il leader dei Rappresaglia, Soldatino, distrugge con la sua vista calorifica un volo di linea, uccidendo tutte le persone a bordo apparentemente senza motivo. Sembra infatti che il leader dei Sette voglia rendersi indipendente dalla corporation che li controlla, e attaccare e uccidere gli innocenti è una sorta di atto di ribellione. Dopo che una relazione segreta su questo ingiustificato sterminio arriva sul tavolo del responsabile della V-A, il Patriota viene chiamato da questi per discutere del futuro dei Sette. Il responsabile cerca di rabbonirlo e lo informa della decisione di uccidere il presidente. Durante la conversazione, i due giungono alla conclusione che anche i Boys, che stanno diventando sempre più pericolosi e potenti, devono essere eliminati al più presto, subito dopo il ritorno a New York. Della loro eliminazione se ne occuperanno i Rappresaglia. Intanto i Boys al completo, giunti sul posto, rapiscono Michael Lucero, un uomo della scorta di Vic il Vice, per farsi rivelare i segreti di cui è a conoscenza. Questi racconta a Billy e agli altri diversi retroscena sugli incidenti dell'11/9 e decide di aiutare i Boys nella lotta contro i supereroi e la Vought. Durante il rapimento, Piccolo Hughie viene sequestrato, violentato e poi rilasciato da Black Noir. Quasi alla fine della vacanza, i supereroi vanno all'evento-farsa degli "Awards", dove vengono premiati i migliori gruppi o singoli dell'anno. Il vincitore nella categoria "Miglior supereroe", Il Patriota, mentre sta per annunciare il suo progetto di separazione dalla Vought America, vede il responsabile della corporation e si blocca: non può parlare liberamente di fronte a lui. Aveva ingaggiato una prostituta perché lo intrattenesse ma il piano non è andato a buon fine. Lucero rivela al suo collega Dubisher dell'incontro con i Boys e gli chiede di aiutarlo. Quest'ultimo accetta ma la conversazione tra i due viene ascoltata da Godfrey, che chiede al resto delle guardie del corpo di setacciare l'isola per cercare qualcosa che possa mettere in pericolo il vicepresidente. I bodyguards scovano i Boys, che vengono attaccati proprio mentre l'Air Force Two con a bordo Vic il Vice sta decollando. Nello scontro che segue i Boys avranno la meglio ma Dubisher e Lucero verranno assassinati dai loro colleghi della Vought America. Prima di morire, Lucero riesce ad ammazzare a pistolettate Godfrey. L'Eroegasmo finisce e i supereroi tornano a casa, così come i cinque agenti della CIA incaricati di tenerli sotto controllo.

### La società dell'autoconservazione(nn. 31-34)
Grazie a una soffiata, Butcher e compagni affrontano e massacrano i Maverikz, gruppo una volta capitanato da Tek Knight. La Femmina della Specie si reca in un bar gestito da mafiosi pensando che questi vogliano offrirle un ingaggio, ma è una trappola: è aggredita e ridotta in fin di vita da Stormfront. Viene portata in ospedale ma anche questa è una trappola. I Rappresaglia al gran completo attendono i Boys. Dopo un'aspra lotta, Swatto, Mind Droid e la Contessa Cremisi, che si era scagliata contro Terrore, perderanno la vita. Stormfront, il più pericoloso, che già aveva perso un occhio per mano della Femmina, viene temporaneamente messo in fuga. I Boys (a esclusione della Femmina, ancora convalescente) con l'intervento della Salsiccia dell'Amore riusciranno a uccidere questo avversario temibile, forte almeno quanto il Patriota. Nel quartier generale dei Sette, intanto, la Vought America assieme a stilisti e autori della Victory Comics procede con il "restyling" dei personaggi. In particolare a Starlight chiedono di indossare un costume che la fa apparire praticamente nuda e a inventare un finto stupro per darle un background più dark. Starlight rifiuta; quando Black Noir sta per brutalizzarla per il suo diniego, interviene Queen Maeve a salvare la compagna. Si scopre che il dirigente della V-A ha mandato sia i Maverikz che i Rappresaglia volontariamente contro il gruppo di Butcher, non si capisce bene perché, viste le alte probabilità di sconfitta e morte dei due supergruppi. Il volume si chiude con Butcher che ha catturato un malridotto Soldatino e lo interroga ricorrendo all'uso della tortura.

### Niente di simile al mondo(nn. 35-38)
Nella prima parte del volume, che occupa due numeri (35 e 36) della serie regolare, viene narrata la storia di Latte Materno. Questi si ritrova davanti al ponte di Brooklyn assieme a Piccolo Hughie e gli racconta la sua infanzia. Figlio di due blue collar di un disagiato quartiere nero di New York, il piccolo Latte Materno rischia di morire fin dalla più tenera età: quando la madre tenta di svezzarlo, infatti, perde peso e rischia la vita. Dovrà bere il latte della madre se vuole sopravvivere. La donna lavorava in uno stabilimento alimentare della Vought America una volta adibito al trattamento del composto V. Respirandone le polveri residue, le operaie della fabbrica ne hanno subìto le conseguenze, chi morendo, chi riportando menomazioni e chi mettendo alla luce figli deformi o disabili. Il fratello di Latte Materno, Michael, è ritardato, e quando i poteri derivati dal composto V si manifestano, lo uccidono. Suo padre tenta di portare la V-A in tribunale per avere giustizia ma, stremato dagli insuccessi e dalla terribile morte del primogenito, muore di crepacuore. Latte Materno quindi entrerà nell'esercito e proprio lì si manifesteranno i suoi poteri, uccidendo involontariamente un commilitone durante un match di boxe. Mallory e Butcher lo faranno uscire di galera e quest'ultimo assieme al nuovo compagno andrà a riprendere la piccola Janine, figlia di Latte Materno, in una crack house dove sua madre si era nascosta. Infine, Piccolo Hughie viene a sapere che Latte Materno era sul ponte il giorno degli attacchi terroristici. Nel numero 37 viene raccontata la storia del Francese, voce narrante dell'episodio. Una volta era un soldato, e tornato nel villaggio natale di Franglais, stanco di guerra e violenze, viene a scoprire che la sua fidanzata lo ha lasciato per mettersi insieme al suo rivale d'infanzia Pierre il Nero. Il padre del Francese vuole vendicare l'onore del figlio durante la festa paesana e organizza un duello, ma Pierre il Nero lo batte ricorrendo a un trucco e lo uccide. Il Francese andrà a Parigi dopo essersi vendicato e sarà contattato dai Boys per entrare a far parte della squadra. Sempre il Francese è il narratore della storia della Femmina (numero 38 della serie regolare). Sua madre lavorava per la sede di Tokyo della V-A, lasciando la bambina incustodita; quest'ultima, gironzolando per il laboratorio, cadde in un secchio pieno di liquidi residui di composto V. Dopo essere stata imprigionata e usata come cavia dagli scienziati nipponici, riuscì a evadere e a nascondersi nelle fogne. Venne mandata una squadra delle forze speciali per catturarla, ma finirono tutti trucidati. Butcher, Latte Materno, Mallory e il Francese riuscirono a prenderla, con quest'ultimo incaricato di dare un'educazione alla ragazza.

### Gli innocenti(nn. 39-43)
Butcher in modo del tutto casuale vede Annie January e Piccolo Hughie mentre si stanno baciando sotto la sede dei Boys, il Flatiron Building. Precedentemente aveva scoperto l'identità di Starlight, corrispondente appunto alla ragazza. Butcher si insospettisce e crede che Hughie sia in combutta con la Vought America, una spia di questi ultimi infiltrata nel suo gruppo. Decide quindi di mandare lo scozzese a sorvegliare i Superduper, una squadra di sei eroi molto giovani del New Jersey completamente incapaci di gestire i propri poteri, inoffensivi e spinti da ideali altruistici al contrario degli altri Super. Nello stesso periodo Malchemical, un componente del Team Titanic, viene nominato capo dei Superduper. Malchemical, "Uno dei più bastardi", come viene definito da Latte Materno dopo averne letto il curriculum, non perde occasione per motteggiare e aggredire verbalmente i Superduper. Quando sta per stuprare Supersottile e Agente Ombra, due delle ragazze del gruppo, interviene Hughie per difendere i fragili ragazzini. Malchemical ha il potere di mutare composizione chimica del corpo e ha facilmente la meglio su Hughie, riducendolo in fin di vita. Viene salvato dall'intervento di Butcher, lì vicino a sorvegliarlo: per uccidere Malchemical usa un accendino economico e gli dà fuoco mentre questi ha assunto una forma gassosa. Latte Materno ha un violento battibecco con Butcher perché ha mandato Hughie in missione - senza dire nulla a nessuno - credendolo una spia ed esponendolo a un gravissimo pericolo contro uno dei nemici più insidiosi. Intanto il dirigente della Vought America incaricato di seguire i Super pianifica di tenere sotto controllo stretto il Patriota e medita anche di eliminare i Super una volta che abbiano trovato un'alternativa a essi. Il Patriota invece pensa che sia giunto il momento di cominciare. A fare cosa?

### Credo(nn. 44-47)
Si avvicina il Festival "Credo", una grossa manifestazione religiosa annuale durante la quale i Super vengono festeggiati come fossero un dono di Dio. Starlight viene scelta dalla Vought come rappresentatrice degli "Eroi di Cristo" durante il Credo, durante il quale vengono messi in palio dei "biglietti" per una cena con il Patriota. Il Francese e la Femmina si infiltrano al Credo per spiare il Patriota e Oh Padre (il Super più importante e rappresentativo della manifestazione, insieme ai suoi 12 Aiutanti), e lì scoprono che qualcosa bolle in pentola: il Patriota vuole avallare le richieste della V.A. appoggiando Vic il Vice nella creazione di un corpo d'armata difensiva costituita dai Super. Al termine del discorso di Starlight sul palco, la ragazza si incontra con Hugie: una parola tira l'altra e si ritrovano a parlare dei Super e dell'incidente capitato alla sua ragazza a causa di A-Train. Annie capisce di dover vuotare il sacco e confessa di essere una dei Sette, Starlight appunto. Hugie shockato corre via, e il giorno dopo incontra, più o meno per caso, Butcher, il quale era andato a trovarlo proprio per parlargli di Starlight; ma i suoi piani cambiano radicalmente quando scopre che il piccolo scozzese è già a conoscenza dell'identità segreta della sua ragazza. Inizia quindi una sorta di "terapia d'urto", minando irrimediabilmente la fiducia del giovane con bugie e insinuazioni sulla Super, arrivando addirittura a mostrargli il video della ragazza mentre si presta all'ultima "prova" affidatale dal Patriota per poter entrare nei Sette. È il limite, Hugie non può reggere oltre: dopo una fuoribonda lite con Annie, decide di lasciarla e di tornare in Scozia per una "pausa". Al termine del Credo, il Patriota si allontana in volo portando l'automobile con la famiglia vincitrice della cena e, arrivato sopra le nuvole, li lascia cadere nel vuoto: inizia lì la riunione con gli altri Super.

### Il ragazzo delle Highlands(spin-off, 6 numeri)
Sconvolto dagli eventi raccontati in Credo, Hughie si reca nel paese natale di Auchterladle, in Scozia. Qui ritrova i suoi genitori Eck e Daphne Campbell e i suoi due migliori amici, Bob e Det. Molte cose sono cambiate: Bob per esempio ha deciso di fare la transizione di genere e la malattia di Det, che lo fa puzzare terribilmente, è peggiorata. Durante una passeggiata solitaria sulla spiaggia, Hughie incontra Alaistair Vigors, un pittore che trascorre le vacanze in città, e stringe amicizia con lui. L'uomo ascolta le frustrazioni del ragazzo scozzese. Intanto Annie January lo raggiunge ad Auchterladle, facendosi ospitare dai genitori del suo ormai ex ragazzo. Hughie continua a maltrattare Starlight. Lei gli racconta di come sia stata selezionata dalla Vought America e di come sia stata adottata da una famiglia che potesse occuparsi di una bambina dotata di simili poteri. Si scopre che anche Hughie è stato adottato dalla famiglia Campbell. Nel frattempo una gang guidata da un malvivente di Glasgow, Jor Tupper, aiutato da sua nipote Sarah, utilizza Auchterladle come base per i suoi traffici di droga, spacciando cocaina mischiata con il Composto V. Hughie, Bob e Det cercano di sgominarla, ma incontrano delle difficoltà serie anche a causa della forza di Sarah, un donnone che utilizza delle cesoie come arma. Con l'aiuto di Alaistair Vigors riusciranno ad avere la meglio sui criminali. Con grande disappunto di Piccolo Hughie si scopre che Det faceva parte della gang di Tupper. Si era aggiunto a loro per pagarsi un'operazione costosa da fare in Cina. Hughie viene a sapere che Vigors altri non è che Mallory, l'ex capo dei Boys. Insieme ad Annie January fa ritorno a New York.

### Una buona preparazione e pianificazione(nn. 48-51)
C'è aria di cambiamenti, sia tra i Boys che all'interno dei Sette. E le cose sembrano smuoversi anche all'interno della Vought America. Butcher comincia a raccogliere le idee, le ultime e più vecchie notizie sui Sette per poter organizzare un attacco frontale al Supergruppo avendo ormai capito che i suoi ragazzi sono al limite della sopportazione mentale, con Hughie ancora in Scozia ed il Francese e la Femmina sempre più alienati. Inevitabile è il suo tuffo nel passato, ricordando il primo terribile scontro in campo aperto con i Super, ai tempi di Mallory e della Fiaccola, scontro conclusosi "grazie" alla mediazione della VA prima che la situazione sfuggisse a tutti di mano. Questi progetti subiscono un'improvvisa battuta d'arresto quando Scimmia annuncia le imminenti dimissioni della Rayner (che Butcher riusciva facilmente a tenere "sotto controllo"), il cui posto verrà proprio preso dalla Scimmia, che già preannuncia aria di cambiamenti poco graditi all'inglese.
Intanto il Patriota continua a mostrare segni di squilibrio sempre più evidenti: dopo aver lasciato cadere un'intera famiglia nel vuoto al termine di Credo, inizia una sorta di dialogo/monologo davanti allo specchio come se soffrisse di disturbi bipolari, o addirittura personalità multiple. Durante questo "sfogo" vengono fatti ambigui riferimenti sia ai suoi piani che a oscure personalità. Si rivolge oltretutto con una finta quanto innaturale gentilezza al limite della compiacenza al personale della Vought, questa volta rappresentato da un nuovo elemento, una donna chiamata Jess Bradley, che ben presto dimostra grandi doti decisionali e un'ampia visione d'insieme. Queste sue caratteristiche, con l'aiuto dell'uso di calmanti e sedativi per mascherare la propria tensione di fronte al Patriota (che riesce a sentire il battito cardiaco), le garantiscono presto un ruolo di spicco all'interno della VA, dove andrà addirittura a sostituire il misterioso G-man che finora ha gestito i rapporti tra la società e i Sette. L'intraprendenza della Bradley la spingerà addirittura a effettuare una simulazione abbastanza realistica di un eventuale scontro tra Boys e Sette: le conseguenze catastrofiche risultanti non sembrano spaventarla. Sembra che i 3 schieramenti siano pronti a fare il passo decisivo.

### La costa dei barbari(nn. 52-55)
Hughie, ancora indeciso se riunirsi ai Boys e in crisi con Annie January, raggiunge Greg Mallory nella sua casa nei dintorni di San Francisco. Questi racconterà al ragazzo scozzese della prima apparizione dei Super in un programma militare. Poco prima della Battaglia delle Ardenne durante la seconda guerra mondiale, il senatore repubblicano Prescott Sheldon Bush raggiunge la compagnia militare dove l'allora giovane Mallory prestava servizio e gli presenta un rappresentante della Vought America Consolidated, Henry K. Neuman (un parente di Vic il Vice con tutta probabilità). La Vought America Consolidated, già fornitrice del governo, assegna alla compagnia la sua nuova arma, allora in via di sperimentazione, ovvero la "Squadra della Vendetta", un gruppo di sette supereroi (La Contessa Cremisi, Steel Knight e Laddio, Aquila l'Arciere, Manbot, Buzzer e il capo Soldatino), totalmente impreparati ad affrontare le battaglie cruente del teatro di guerra europeo. Infatti sarà per colpa di un'improvvida ricognizione di Aquila l'Arciere che i tedeschi scopriranno dove la compagnia di Mallory è stanziata e tutti, Super e soldati americani, saranno sterminati dalla superiorità della macchina militare nazista. L'unico a salvarsi sarà Mallory, che ucciderà un Soldatino moribondo straziato dalle pallottole tedesche. Dopo la guerra, Mallory entrerà nella CIA per tenere d'occhio soprattutto le mosse della Vought America e, grazie ai suoi metodi sporchi, riuscirà a convincere lo scienziato Vogelbaum (inventore del Composto V) a lasciare la V-A per lavorare con l'agenzia d'intelligence. In seguito, recluterà un giovane soldato britannico di nome Butcher tra le proprie file: sarà quest'ultimo a dare il nome alla squadra, appunto "The Boys", e ad aiutarlo ad arruolare il resto della squadra, Latte Materno, il Francese e la Femmina. Al termine del volume, Hughie confessa ad Annie January la sua vera identità, e chiede alla ragazza di andare il più lontano possibile, conscio del fatto che la resa dei conti tra i Boys e i Sette è molto più vicina di quanto si creda.

### La grande corsa(nn. 56-59)
Butcher e Hughie investigano sulla morte di una transessuale. Il principale sospettato è Jack da Giove, che con la vittima aveva avuto un alterco durante un'orgia. In realtà l'assassino è una collega della vittima, ma una misteriosa mano (Jessica Bradley della Vought America) invia un filmato ai media dove il componente dei Sette viene mostrato alle prese con ragazze trangender e stupefacenti. Immediata è l'espulsione di Jack dal Supergruppo. In seguito a ciò, I Sette e i Boys si incontrano sul tetto di un palazzo dove Jack promette vendetta: infatti pensa che siano stati i Boys a spedire il filmato alle televisioni. Tornati al Flat Iron Building i Boys trovano Terrore morto; Butcher è convinto che sia stato ucciso dall'ex componente dei Sette in cerca di ritorsioni e per questo lo raggiunge nel bordello che solitamente frequenta (gestito dall'inquietante Doctor Peculiar) e lo uccide barbaramente a coltellate.

### Macellaio, fornaio, candelaio(spin-off, 6 numeri)
Butcher fa ritorno nel suo quartiere natale di Londra est, per il funerale di suo padre. Davanti al corpo del genitore morto, ripercorre la sua vita: un padre violento e alcolizzato che terrorizzava i figli e picchiava la moglie; l'arruolamento nei Royal Marines e il servizio di leva durante la guerra delle Falkland; il ritorno nella capitale inglese e l'incontro con Becky, una donna eccezionale che gli cambierà la vita sposandolo. Durante una vacanza in Florida, Becky viene violentata e ingravidata dal Patriota. Il fatto è tenuto nascosto a suo marito e dopo qualche settimana, la signora Butcher morirà dando alla luce un mostro volante che Butcher riuscirà a uccidere. Caduto in depressione e arrestato per violenze, Butcher è poi contattato da Mallory il quale gli offrirà un posto nella sua squadra anti Super.

### Sulla collina con le spade di mille uomini(nn. 60-65)
Si avvicina la resa dei conti tra i Boys e la Vought America e i Sette. Prima i cinque devono affrontare un attacco dei Paralattici, dei cyborg parecchio scarsi. Dopo averli sconfitti, il Francese e la Femmina si recano alla sede della Vought America dove troveranno il Team Titanic al gran completo pronto ad affrontarli. Lo scontro terminerà con la morte di quasi tutto il Team, la perdita di un braccio da parte del Francese e la promessa di un chiarimento da parte di Stillwell (vero capo della V-A), oramai conscio del fatto che le sue creature si sono spinte troppo in là anche per lui. È tempo di resa dei conti anche all'interno dei Sette. Il gruppo si sta disgregando, Abisso e A-Train lasciano la squadra. Quest'ultimo finirà catturato da Butcher e ucciso da Hughie. Jack da Giove è stato espulso e in seguito ucciso da Butcher, nel mentre anche Starlight è pronta a fare le valigie, ma Patriota giunge sul posto e attacca lei e Queen Maeve, uccidendo quest'ultima. Starlight si salva solo perché Maeve riesce a farla fuggire appena in tempo.
Patriota oramai fuori controllo è pronto a guidare con successo un colpo di Stato alla Casa Bianca. Butcher si reca sul posto accompagnato da Piccolo Hughie e, dopo aver lasciato quest'ultimo assieme ai militari, va a confrontarsi con il suo acerrimo nemico.
Butcher trova Patriota nella stanza ovale, ricoperto del sangue del presidente Vic Neuman, del suo staff e della sua security, che gioca con la testa mozzata di Vic. In piena collera, Butcher rinfaccia a Patriota la violenza sessuale e conseguente morte della moglie. Ma il leader dei Sette afferma di non aver alcuna memoria del fatto. Ma vengono interrotti da Black Noir, che rivela la sua vera identità e personalità: è un clone potenziato di Patriota, creato dalla stessa Vought America come piano di riserva nel caso in cui Patriota avesse perso il controllo dei suoi incredibili poteri. Ma Patriota era riuscito a mantenere il controllo, fatto che aveva portato Black Noir a cadere nel baratro della pazzia, consapevole di non essere riuscito ad adempiere al suo scopo, diventando un mostro omicida ed infanticida, instabile, cannibale e stupratore. Ma in una sorta di perversa lucidità, Black aveva ideato un piano: distruggere Patriota nell'unico modo possibile, mentalmente. Da quel momento aveva iniziato a manipolare Patriota, commettendo crimini indicibili per fotografare sé stesso, spedendo tutto a Patriota. Quest'ultimo, non sapendo che Noir fosse un suo clone, aveva pensato di essere affetto da un disturbo di schizofrenia e doppia personalità, inoltre il fatto di ricevere ogni giorno foto e video l'aveva trasformato in un cinico assassino a sangue freddo, che non ricordava parte delle sue stesse atroci azioni. Patriota inizia uno scontro aspro e violento con Black Noir, in cui Black uccide il leader della squadra dei Sette, mentre uno stupefatto Butcher scappa fuori dalla Casa Bianca. Però Black non esce incolume della battaglia, inoltre appena fuori dalla Casa Bianca, l'esercito attacca Noir, nel mentre fanno fuori tutti i superumani coinvolti nel golpe. Black Noir, sopravvissuto al bombardamento, ma mutilato e agonizzante, riceve il colpo di grazia da Butcher, che gli apre la testa con un piede di porco e gli spappola il cervello nella mano.

### La resa dei conti(nn. 66-72)
Butcher è deciso a sterminare i pochi superumani superstiti, inclusi i suoi compagni di squadra. Sotto i suoi colpi cadono Vas, torturato e ucciso con un bazooka davanti al cadavere di Mallory, la Leggenda, procurandogli un infarto, Latte Materno, ucciso con una granata che farà perdere una mano a Butcher, la Femmina e il Francese, uccisi entrambi tramite una bomba a orologeria nella loro sede al Flat Iron Building. Piccolo Hughie, che come gli altri ha perso il suo status di agente della CIA e deve quindi fare ritorno in Scozia, nel frattempo scopre grazie a un'email criptata inviatagli tempo prima da Vas che Vogelbaum, ideatore del Composto V, non è morto ma è stato costretto da Butcher a ideare una sorta di arma finale composta da un gas che si libera nell'aria che può uccidere tutte le persone che sono venute a contatto con il Composto V. Non solo i superumani, che il siero lo hanno nelle vene, ma anche persone normali che ne siano venute accidentalmente in contatto anche respirandolo o toccandolo: fatti due calcoli, lo scozzese si accorge che il conto delle vittime sarà di milioni, la stragrande maggioranza dei quali è composta da persone innocenti. Scoperto che Butcher si nasconde all'ultimo piano dell'Empire State Building, lo affronta prima che questi riesca a innescare l'arma biologica, e lo neutralizza. Butcher, diventato paralitico con la colonna vertebrale spezzata, costringe Piccolo Hughie a ucciderlo, facendogli credere di aver assassinato i suoi genitori nelle Highlands. La notizia è falsa, ma Hughie lo scoprirà solo in seguito. È la fine dei Boys. Qualche mese dopo, Hughie incontra Stillwell e gli intima di non riprovare mai più a formare una squadra di superumani che possano costituire una minaccia per l'umanità. Il dirigente della Vought è riuscito a scampare alla galera per il caso dei Superumani soltanto accusando Jessica Bradley del golpe. Lavora comunque a un team di superesseri, ma procede di fallimento in fallimento e anche alla V-A lo considerano meno di zero. Le ultime pagine mostrano il coronamento del sogno d'amore tra Hughie e Annie January.

### Cara Becky(spin-off, 8 numeri)
È una miniserie di 8 numeri (testi di Garth Ennis, disegni di Russ Braun, copertine di Darick Robertson) incentrata sulla moglie di Butcher, pubblicata tra aprile e ottobre 2020.

## Personaggi
I personaggi principali sono:
- Billy "Butcher": è il coordinatore e capo carismatico del gruppo.
- "Latte Materno" (Mother's Milk): è la mente del gruppo.
- "Francese" (Frenchman): ha un carattere amichevole ma quando perde la pazienza diventa incontrollabile.
- "Femmina della Specie" (Female of the Species): taciturna e letale non si fa toccare da nessuno tranne dal Francese.
- "Piccolo" Hughie Campbell (Wee Hughie Campbell): viene spinto a entrare nel gruppo da Billy Butcher dopo che la sua ragazza viene uccisa da un supereroe.

## Altri media
Il 26 luglio 2019 è stata distribuita sulla piattaforma Prime Video di Amazon una serie TV omonima, basata sul fumetto.